# On a mangé la dune
On a mangé la dune est le deuxième roman de la femme de lettres canadienne Antonine Maillet. Publié en 1962, c'est un roman quasi-autobiographique dont le personnage principal, Radi (Radegonde) se sent appelée, dans ses jeux et ses rêves, à devenir non pas religieuse ni mère mais à devenir, comme plus tard Pélagie, la ramasseuse de son peuple pour qui elle va « créer le monde ». C'est la première partie d'une trilogie, suivie de Le Chemin Saint-Jacques et Le Temps me dure.